# Аркади Кубицького
Аркади Кубицького — споруда, створена в 1818—1821 роках за проєктом польського архітектора Якуба Кубицького, прилегла зі східного боку до королівського палацу у Варшаві, утворює садову терасу перед східним фасадом палацу. Аркади Кубицького були невіддільною частиною королівської резиденції, а також складали частину ландшафтних садів.

## Опис

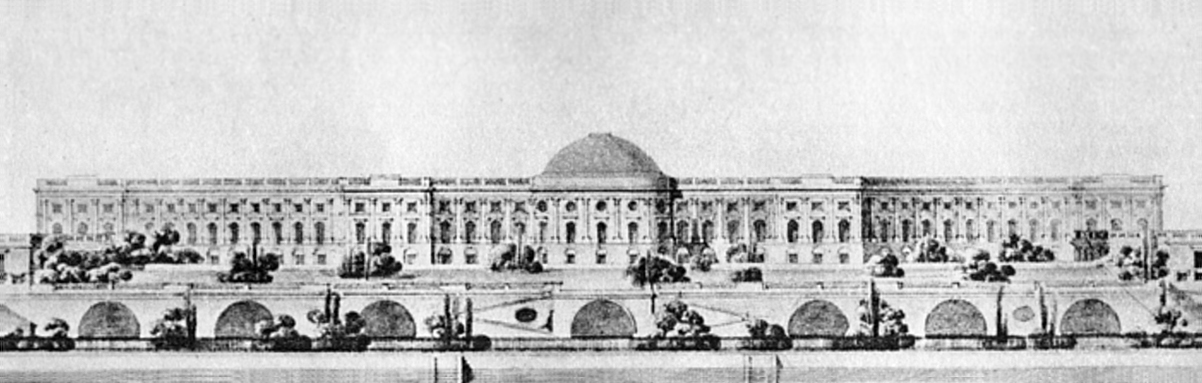
Аркади Кубицькового на проєкті реконструкції східного фасаду Королівського замку в Варшаві Якуба Кубицького 1816—1818 рр.

Згідно з проєктом, будівля загальною довжиною 195 м і шириною 9,5 м складалася з семи відкритих аркад з арочними склепіннями. Стіни та склепіння були виготовлені з цегли, а деталі — з пісковика. Інтер'єр аркад був освітлений чотирма круглими вікнами, які знаходяться між арками східного фасаду. У центрі побудовано монументальні сходи з двома маршами з обох сторін. На склепіннях насипано шар землі, товщиною м. Таким чином була створена тераса загальною шириною 24 м перед східним фасадом палацу.
Після поразки польського повстання 1830 року були замуровані прорізи аркад і влаштовані стайні царської армії. Після відновлення польської держави в 1918 році аркади, як і раніше продовжували функціонувати як стайні. У 1944 році королівський палац у Варшаві був підірваний гітлерівськими військами, але аркади збереглися. Відновлювальні роботи палацу тривали до 1988 року.

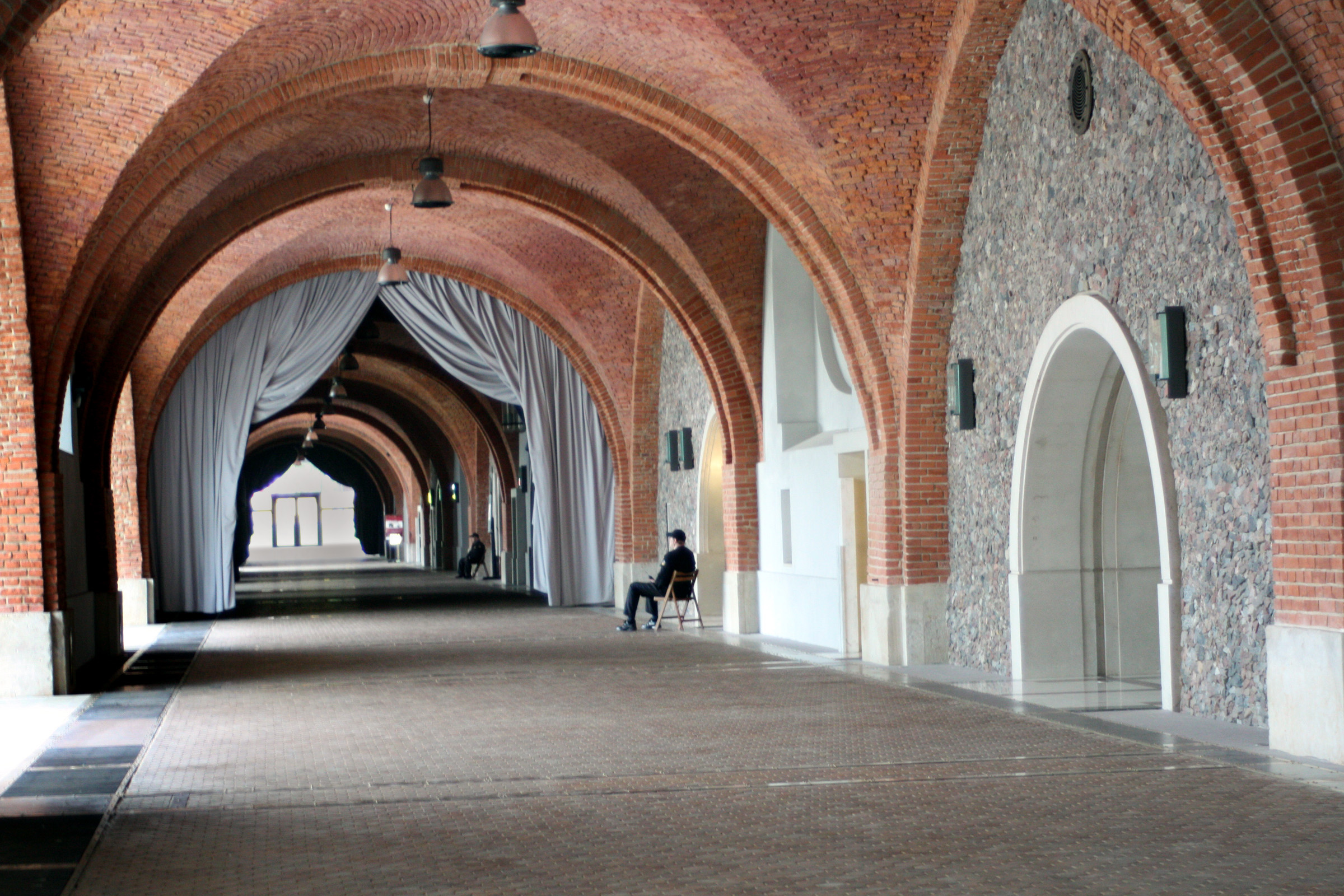
Інтер'єр аркад

Після тривалого періоду забуття і розрухи, у 1995—2006 рр. реалізований головний проєкт реставрації цього історичного об'єкта. 1 квітня 2009 р. Аркади Кубицького були відкриті для громадськості. Зрештою, головною функцією Аркад Кубицького стали туристичні послуги (грошові, вхід на об'єкт, торговий пасаж і зал для глядачів). Оскільки Замкова площа є закритою пішохідною зоною, автобуси привозять туристів на нижній рівень аркад, звідки по ескалатору вони потрапляють на перший поверх палацу.